# Chrétien-François Ier de Lamoignon
Chrétien-François Ier de Lamoignon né le 26 juin 1644 et décédé le 7 août 1709, avocat général et magistrat au Parlement.

## Biographie
Fils aîné de Guillaume Ier de Lamoignon et de Madeleine Potier, doué d'un éloquence naturelle, il débute très tôt au barreau et occupera pendant un quart de siècle la fonction d'avocat général à partir de 1673, à la suite de son maître Jérôme Bignon. Parallèlement, il poursuit une carrière de magistrature et il devient conseiller au Parlement dès 1666. 
Les chroniques de l'époque relatent son inlassable et diligente activité et son sens de l'organisation pendant l'épidémie de peste de Soissons.
Il fut nommé président à mortier du Parlement de Paris en 1690 et il ne se désistera de cette charge, en faveur de son fils aîné, que deux ans avant sa mort.
Il continuera la tradition familiale, initiée par son père, d'accueillir les littérateurs et les ecclésiastiques de renom : Molière, Racine, Regnard et surtout Boileau qui lui dédiera sa sixième Épître ; les pères René Rapin, Dominique Bouhours et surtout Louis Bourdaloue pour lequel il écrivit une Lettre sur sa mort (survenue en 1704), qui fut imprimée. 
Il était membre de l'Académie des Inscriptions et des Belles-lettres qu'il présida en 1705.  On dit que par modestie il refusa le fauteuil vacant de l'Académie pour laisser sa chance à son ami l'abbé Chaulieu, qui d'ailleurs ne l'obtint pas. On fit d'autres suppositions, mais ce qui ressort de tous les témoignages est qu'il n'en donna jamais la raison, ni à ses amis ni à ses proches.
Il a laissé une Vie de son père, quantité de plaidoyers et de manuscrits, une remarquable bibliothèque de pas moins de 1550 volumes et de 800 cartons. Le tout fut dispersé, majoritairement en Angleterre.

## Descendance
De son mariage, le 7 janvier 1674, avec Marie-Jeanne Voisin, fille de Daniel Voisin, seigneur de Plessis-aux-Bois et Cerisay, et de Marie Talon, sont nés :
- Marie-Madeleine, née le 6 février 1675, mariée le 13 avril 1693 avec Claude de Longueil, marquis de Maisons, président au parlement de Paris, morte le 5 septembre 1694 ;
- Chrétien II de Lamoignon, né le 14 mars 1676, marquis de Basville et de Milhars, marié le 5 septembre 1706 avec Marie Louise Gon, mort le 28 octobre 1729 ;
- Guillaume, né le 17 juin 1677, mort le 20 juillet 1679 ;
- Françoise-Élisabeth, née le 15 novembre 1678, mariée le 6 novembre 1705 à Jean-Aymar Nicolaï, marquis de Goussainville, premier président de la Chambre des comptes, morte le 27 avril 1733 ;
- Guillaume de Lamoignon de Blancmesnil, né le 6 mars 1683, seigneur de Blanc-Mesnil, de Malesherbes, de Cerisay ;
- Jeanne-Christine, née le 9 juin 1686, mariée le 4 juillet 1707 avec Joseph-Gaspard de Maniban, premier président du parlement de Toulouse ;
- Suzanne-Léonine, née le 24 juillet 1688, religieuse au couvent de la Visitation de la rue Saint-Jacques ;
- Charles-François, né le 25 septembre 1689, mort le lendemain ;
- Armand, né le 8 décembre 1690, mort le 28 avril 1691.